# Kraftwerk Lucendro
Das Kraftwerk Lucendro (italienisch Impianto idroelettrico Lucendro), manchmal auch nach dem Standort der Hauptzentrale Kraftwerk Airolo genannt, ist ein Speicherkraftwerk im Gotthardraum, das auf dem Gebiet der Gemeinde Airolo im Kanton Tessin liegt.

## Geschichte
Die Atel erhielt 1942 von den Kantonen Uri und Tessin die Konzession zur Nutzung der Gewässer im Gebiet des Gotthardpasses. Die erste Konzession lief am 31. Dezember 1984 ab und wurde bis 31. Dezember 2024 verlängert. Der Kanton Tessin und auch der Kanton Uri haben beschlossen, den Heimfall auszurufen. Ein kantonales Gesetz verpflichtet den Kanton Tessin bei Ablauf jeder Wasserrechtskonzession, den Heimfall geltend zu machen und das Kraftwerk selber zu betreiben. Dies ist auch der Grund, warum im Jahr 2015 die Alpiq Holding die Tochterfirma Alpiq Hydro Ticino AG an die Azienda Elettrica Ticinese (AET) verkaufte.

## Anlage
Das von der Alpiq Hydro Ticino SA betriebene Kraftwerk wurde in den Jahren 1942 bis 1948 gebaut und nahm 1945 teilweise den Betrieb auf. Zuerst lief das Kraftwerk nur vom 29. Januar bis am 13. April 1945, dann vom 3. Januar bis zum 13. April 1946 und im Winter 1946/47, bevor es permanent in Betrieb ging. Die Schlussrechnung vom 31. März 1949 wies für die Erstellung eine Gesamtsumme von 65'200'00.- Schweizer Franken aus. Die Stromproduktion gehört zu 55 % dem Kanton Uri und zu 45 % dem Kanton Tessin.
Das Werk nutzt das mit den Stauseen Lucendro, nördlich der Gotthard-Passhöhe im Einzugsgebiet der Reuss, und Sella im Einzugsgebiet des Ticino. Das gesamte Einzugsgebiet der beiden Seen ist 23,3 Quadratkilometer gross.
Das Wasser aus dem Stausee Lucendro wird durch ein 4,8 km langen Einlaufstollen einer 1,9 km langen Druckrohrleitung zugeführt, die mit 996 Meter Gefälle die Zentrale Lucendro in Airolo mit Wasser versorgt. In dem vom Tessiner Architekten Carlo Tami und Rino Tami geplanten Maschinenhaus treiben zwei Peltonturbinen zwei elektrische Generatoren mit einer installierten Leistung von je 29 MW an. Jährlich werden rund 100 GWh elektrischer Strom erzeugt.
Der Stausee Sella ist über eine 1 km lange Druckleitung mit der Zentrale Sella verbunden, welche das Wasser in den Einlaufstollen vom Stausee Lucendro abgibt. In diesem 1990 bis 1991 gebauten Kleinkraftwerk wird das Wasser von einer Francis-Turbine genutzt, die einen 2 MW Generator antreibt.
Das Pumpwerk Tremola fördert Wasser aus dem Lago dei Morti und aus einer Wasserfassung an der Sella in den Einlaufstollen. Es sind zwei Pumpen mit einer Leistung von je 470 kW installiert.
| Anlage   | Namen    | Lage            | Inbetriebnahme | Maschinenhaus [m. ü. M.] | el. Leistung in MW | Turbinen          | Maximale Rohfallhöhe in m | Ausbaudurchfluss in m³/s | Bemerkung |
| -------- | -------- | --------------- | -------------- | ------------------------ | ------------------ | ----------------- | ------------------------- | ------------------------ | --- |
| Zentrale | Lucendro | 688922 / 153462 | 1947           | 1139                     | 58                 | 2 Pelton-Turbinen | 996                       | 7,0                      | Lucendro ist die Eigenbezeichnung der Zentrale von Azienda Elettrica Ticinese, in wird die Zentrale mit Airolo bezeichnet, das ganze Kraftwerk aber mit Lucendro bezeichnet. |
| Zentrale | Sella    | 688040 / 156334 | 1991           | 2139                     | 2                  | 1 Francis-Turbine | 117                       | 2,0                      | |
| Pumpwerk | Tremola  | 686934 / 156288 | 1947           | 2041                     | 1                  | 2 Speicher-pumpen | 89                        | 1,2                      | Tremola ist die Eigenbezeichnung des Pumpwerks von Azienda Elettrica Ticinese, in wird das Pumpwerk mit Tremola/Sella bezeichnet.                                            |

## Lagekarte

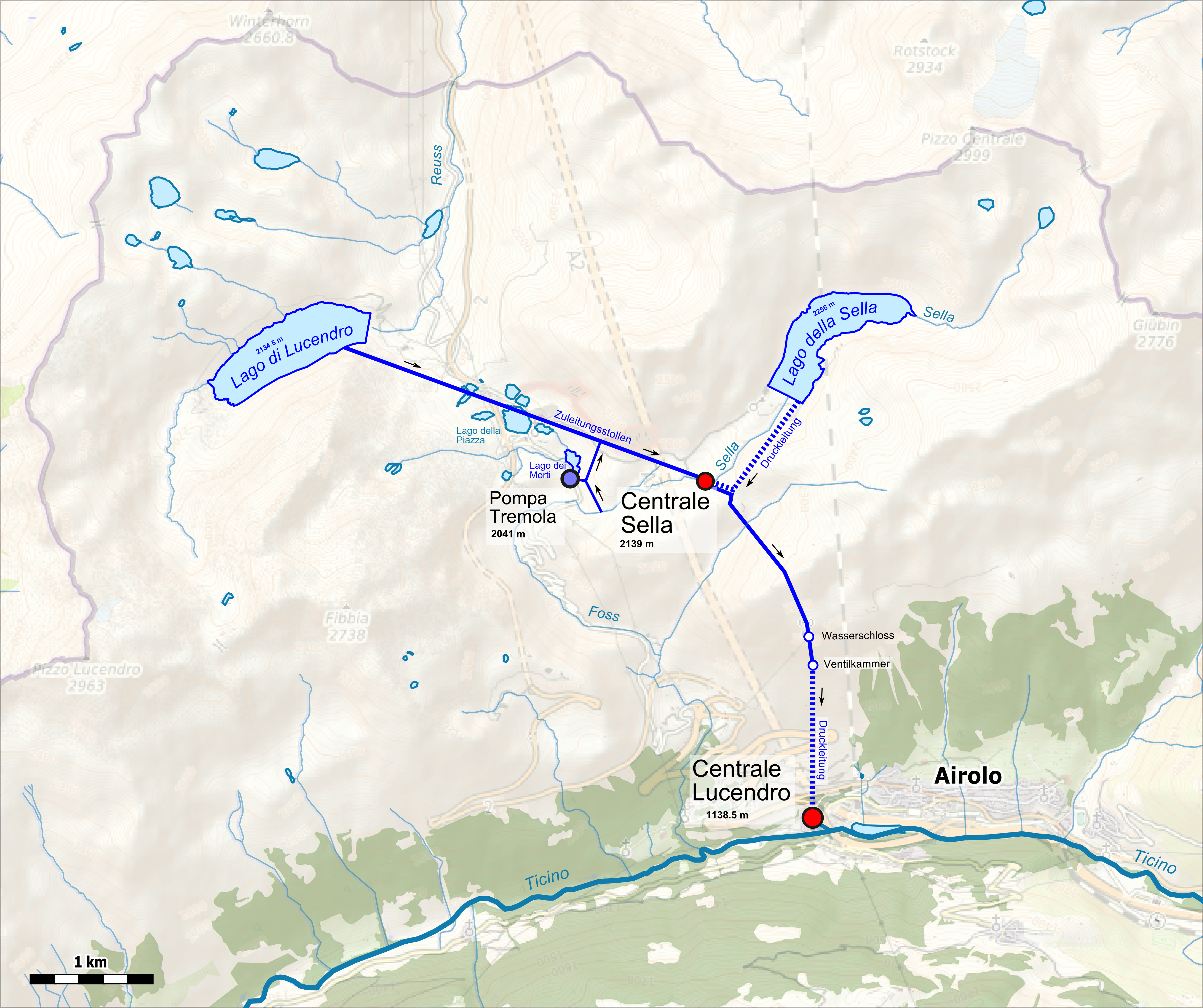
Kraftwerk Lucendro